# Lillfinger

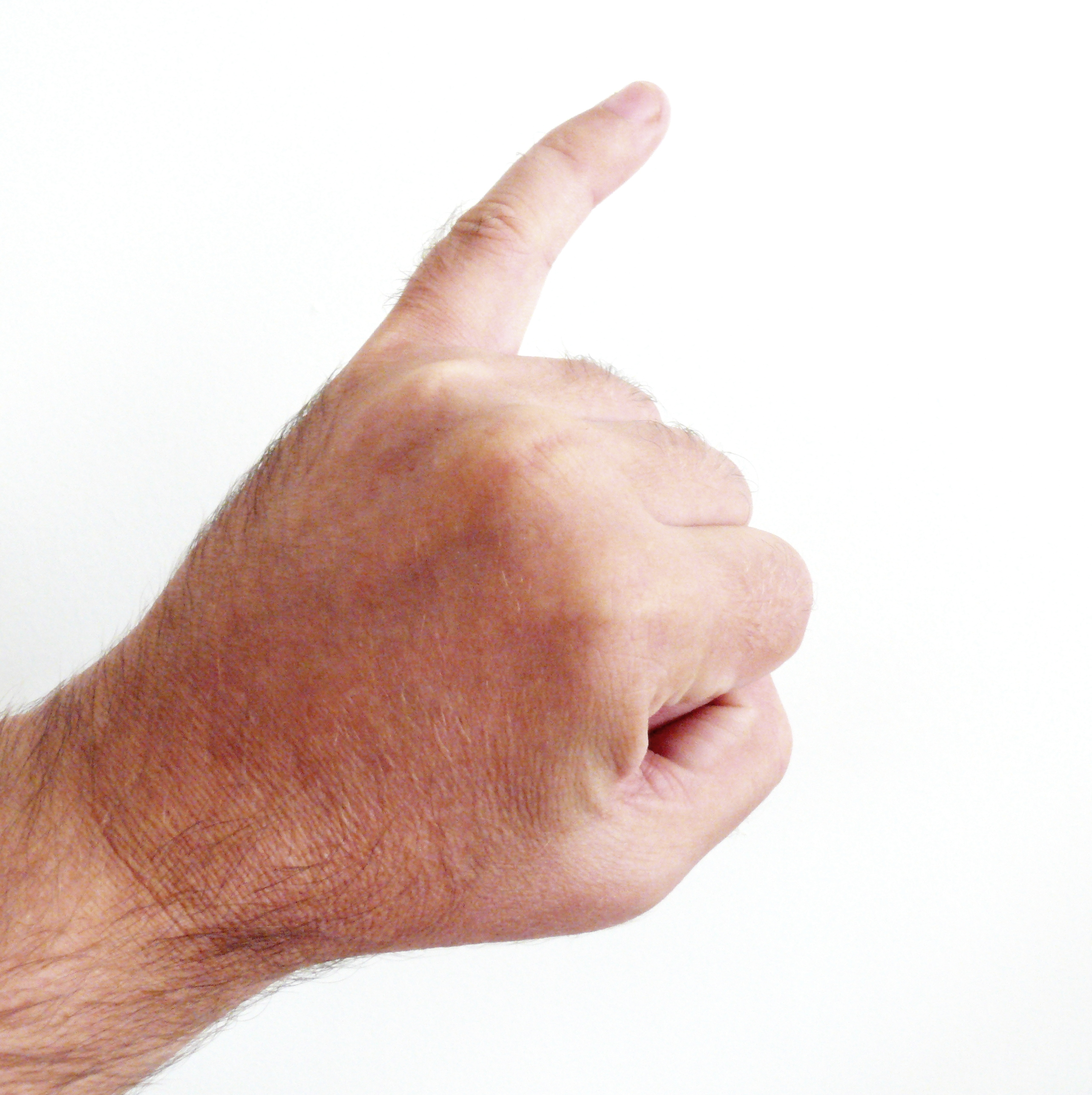
Lillfinger

Lillfinger (latin: digitus minimus manus, digitus quintus manus) är det minsta fingret på handen. Det sitter mittemot tummen och bredvid ringfingret. 